# 東南亞歷史

东南亚

东南亚可以分為二個區域來進行研究：一個是大陸東南亞（中南半島），包括了現在的越南、老挝、柬埔寨、泰国、缅甸及马来西亚半岛地区，另一個是海洋东南亚，包括了現在的印度尼西亚、東馬、新加坡、菲律宾、东帝汶、汶莱、科科斯（基林）群島及圣诞岛。
東南亞最早的人類可以追溯到五萬年前，在海洋东南亚至少也可以追溯到四萬年前。早在一萬年前，和平文化的人就已經遷徙至此，有不同工藝及工具製作的傳統及文化。新石器时代時，有許多南亚语系的人由陸路遷移至此，南島語系的人則由海路到達東南亞的島嶼。最早期的農業社會種植粟米和稻米，並開墾水田，時間約在西元前1,700年的中南半島的低地及沖積平原。
馮原文化（位在現在的越南北部）及班清遺址（位在現在的泰國）是最早使用銅的地方，時間約在西元前二千年，接著是約在西元前五百年的東山文化，發展了複雜的青铜生產及處理產業。同時也形成早期的農業帝國，其領土富饒肥沃，例如湄公河下游的扶南，红河三角洲的文郎国。較小及較孤立的王國開始迅速發展，並且參與海上貿易。

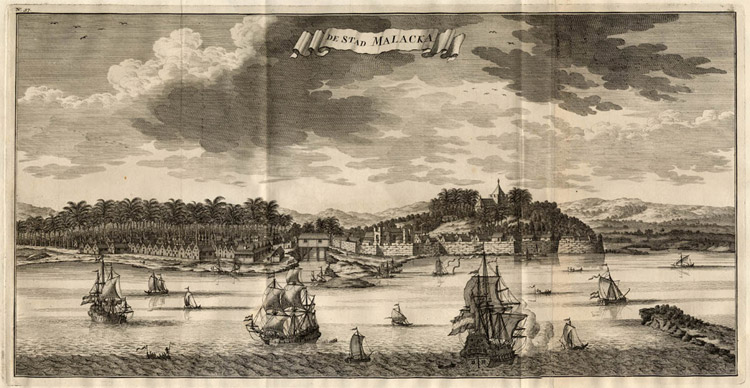
马六甲港口图像-1724年

东南亚的歷史明顯的受到其地形多樣性的影響。海洋东南亚中，除了婆罗洲及蘇門答臘外，其餘地區的格局都是由許多島嶼和群島形成的陸海格局。這種領土的不連續性讓此地區中等大小的國家可以無視於領土的擴展，專注於使其成長及富裕的海上貿易。
中南半島的土地是連續的，高低崎嶇的地形是早期占婆、高棉族及孟族文明的基礎。廣闊的海岸線以及西南方的主要河流，例如伊洛瓦底江，薩爾溫江，湄南河，湄公河和紅河，將居民、貿易、社會文化及經濟活動轉向印度洋及南海。
東南亞位在印度洋和南海的航路中間，約在西元前100年時，印度洋和南海的貿易使這裡的經濟可以成長，思想的湧入也讓社會組織得以成形，並且得以進步。大部份的東南亞地區選擇性的學習印度的手工藝、文化，採用印度的宗教及治理方式，也是東南亞信史的開始以及其文化特徵的延續。
相較之下中華文化則是以運貿易為基礎，對東南亞進行較為間接及不定期的傳播，中國雖然將百越、西南夷納入版圖，但對於更南方的與百越、西南夷相近的東南亞民族，長久以來局限在禮節式朝貢的外交關係，除了越南之外，東南亞較少吸取中國的文化，但通過貿易東南亞與中國存在頻繁往來，眾多華僑移居東南亞。

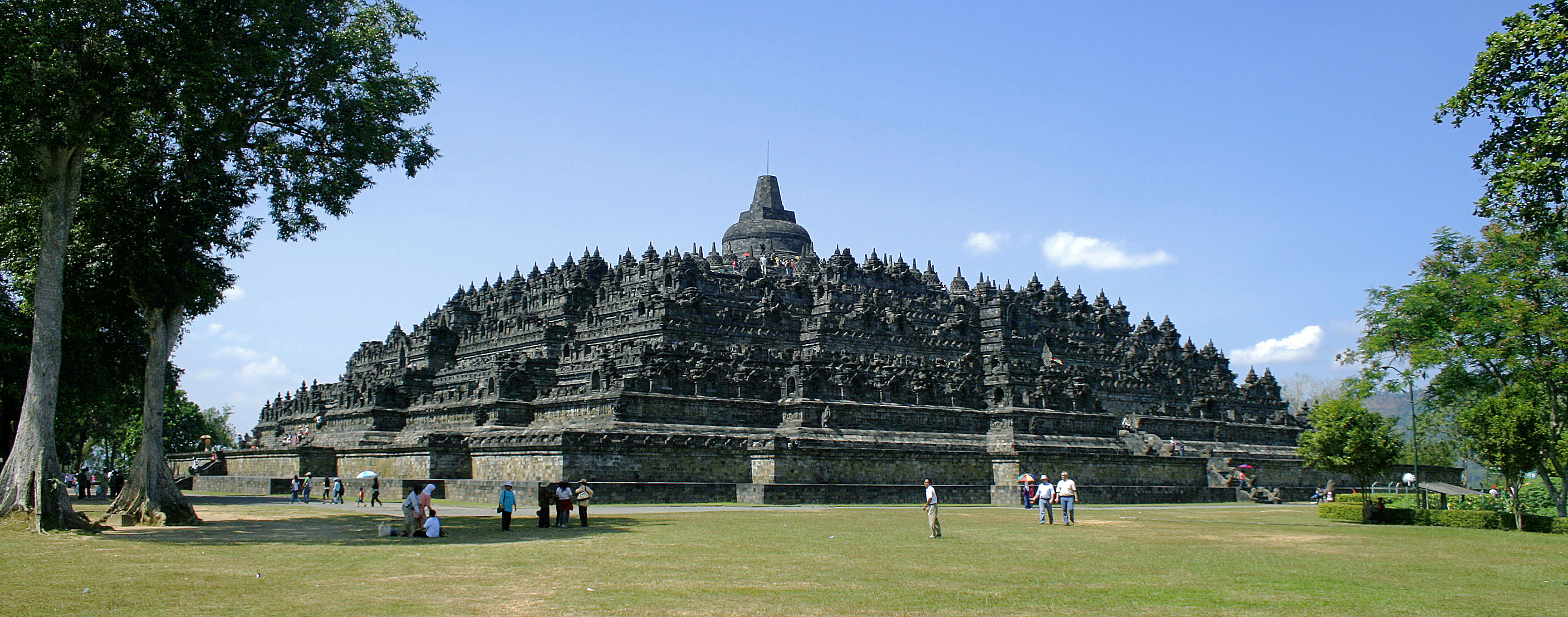
爪哇岛的婆羅浮屠

東南亞早期國家的政治結構被稱為曼荼羅體系，在該體系下統治者的統治範圍限於王都的周邊地區，周圍附庸與實力較強的統治者維持一種個人關係而非外交關係，同時政權沒有固定邊界，而是隨著權力變化經常伸縮變化。除了印度教之外，佛教大約在第八及第九世紀影響中南半島。伊斯蘭思想早在第八世紀就進入東南亞的島嶼中，第一個穆斯林社會是在13世紀形成的。
近代歐洲殖民主义對東南亞地區有顯著影響，馬來半島和印尼群島的統一形成於殖民時期，其他東南亞地區也通過殖民的影響由曼荼羅體系政權轉變為現代國家。第二次世界大戰後東南亞國家的生存以及發展都需要現代化的國家以及強烈的國家認同。現在大部份東南亞國家都享有主權自決權，這些國家也接受各國政府之間合作的概念，形成了东南亚国家联盟。

## 文獻
- Dennell, Robin. . Fleagle, John G.;  et al  (编). . Vertebrate Paleobiology and Paleoanthropology Series. Dordrecht: Springer. 2010: 247–74. ISBN 978-90-481-9036-2.
- Morwood, M. J. . Australian Archaeology. 2003, 57: 1–4  [2014-03-10]. doi:10.1080/03122417.2003.11681757. （原始内容存档于2014-03-10）..
- Swisher, C. C. . Science. 1994, 263 (5150): 1118–21. Bibcode:1994Sci...263.1118S. PMID 8108729. doi:10.1126/science.8108729.
- Holt, Peter Malcolm; Lewis, Bernard. . Cambridge University Press. 1977: 21. ISBN 978-0-521-29137-8. pg.123-125
- von Glahn, Richard. . University of California Press. 1996-12-27. ISBN 978-0-520-91745-3.
- Reid, Anthony. . Yale University Press. 1990-05-09. ISBN 978-0-300-04750-9.
- Sinha, P.C. , ed. Encyclopaedia of South East and Far East Asia (Anmol,  2006).